# Jung, blond, tot – Julia Durant ermittelt
Jung, blond, tot – Julia Durant ermittelt ist ein deutscher Fernsehfilm von Maria von Heland aus dem Jahr 2018. Es handelt sich um den ersten Film der Kriminalfilmreihe Julia Durant ermittelt, die wiederum auf der Julia Durant-Kriminalromanreihe des Schriftstellers Andreas Franz basiert.
Die Erstausstrahlung erfolgte am 3. Dezember 2018 auf Sat.1 emotions im Pay-TV, einen Tag später auf Sat.1 im Free-TV.

## Handlung
Der Film handelt von der Kriminalhauptkommissarin Julia Durant und ihrem ersten Fall nach einem Einsatz, bei dem sie schwer verletzt und traumatisiert wurde.
Drei junge Frauen wurden ermordet und verstümmelt an verschiedenen Orten der Frankfurter Innenstadt aufgefunden. Die Ermittlungen ihres Teams, bestehend aus den Kriminalkommissaren Markus Schulz und Felix Dombrowski sowie Rechtsmedizinerin Elif Kaymaz, führen zu einer Gruppe der Frankfurter High Society. Zu der gehören der Unternehmensberater Roland Menzel, Anwalt Daniel Tomlin und der Psychologe Martin Patanec. Während der Ermittlungen wird eine weitere junge Frau vermisst, die kurze Zeit später in einem Stadtwald tot aufgefunden wird. Nach Durants Auffassungen wurde dieser Mord jedoch von einem Trittbrettfahrer ausgeübt, da viele Details (wie der Fundort oder die Kleidung des Opfers) mit den vorherigen Morden nicht zusammenpassen. Bald darauf gesteht der Sohn von Menzel diesen Mord, da die junge Frau sich von ihm getrennt hat und sie von seinem Vater schwanger war. Inzwischen wird die Tennisschülerin Vera Maiwald entführt und in Patanecs Hütte in einem Waldgebiet festgehalten. Als Patanec zur Hütte kommt, kann Maiwald sich mit einem Skalpell befreien und fliehen. Anschließend wird Patanec erschossen.
Durant findet heraus, dass Tomlin aufgrund einer traumatisierten Kindheit und des Todes seiner gewalttätigen Mutter die Serienmorde begangen hat. Er wollte Patanec die Schuld zuschieben, in dem er diesen zur Hütte bestellt hatte und das Skalpell so platziert hat, dass Maiwald sich befreien konnte. Dabei sollte der Mord an Patanec wie Suizid aussehen. Tomlin versucht nun Durant umzubringen, da sie bisher die einzige ist, die hinter sein Geheimnis gekommen ist. Das können allerdings ihre Kollegen Schulz und Dombrowski zum Glück verhindern.

## Produktion
Produziert wurde der Krimi-Thriller von Andreas Bareiss und Sven Burgemeister durch die TV60Filmproduktion GmbH unter der Beteiligung des Sat.1-Redakteurs Patrick Noel Simon und der Sat.1-Leitung für deutsche Fiction Stefan Gärtner und Yvonne Weber. Die HessenFilm und Medien und FilmFernsehFonds Bayern unterstützten die Produktion mit insgesamt einer halben Million Euro. Für das Casting war Mai Seck zuständig.
Das Drehbuch von Kai-Uwe Hasenheit, Lancelot von Naso und Andreas Bareiss basiert auf dem Kriminalroman Jung, blond, tot des deutschen Schriftstellers Andreas Franz. Der Roman stellt den ersten Band der Julia-Durant-Reihe dar und erschien erstmals 1996 beim Verlag Knaur. Dies ist die erste Verfilmung eines Romans von Andreas Franz.
Die Dreharbeiten unter der Regie von Maria von Heland fanden vom 23. April bis zum 24. Mai 2018 hauptsächlich in Frankfurt am Main statt. An weiteren Orten des Rhein-Main-Gebiets, wie in Wiesbaden, wurde ebenfalls gedreht. Während Andreas Janczyk für das Kostüm zuständig war, zeichnete Holger Sebastian Müller für das Szenenbild verantwortlich. Federführend für die Maske war Regine Frohberg. Cristian Pirjol fungierte als Kameramann, Verena Herzog und Benjamin Hembus waren für den Schnitt und Thomas Klemm für die Musik zuständig.

## Rezeption

### Kritik
Die Kritiken waren hauptsächlich positiv. Heike Hupertz schrieb in der Frankfurter Allgemeinen Zeitung, dass der Film im Gegensatz zu anderen Sat.1-Fernsehfilmen richtig gut sei. Lobenswert sei die Drehbuchbearbeitung der Romanvorlage aus dem Jahr 1996 durch die Autoren Kai-Uwe Hasenheit, Lancelot von Naso und Andreas Bareiss. „Der ‚Look‘ legt auf moderne internationale Thriller-Konkurrenzfähigkeit Wert.“ Demgegenüber stehe die Taunuskrimi-Verfilmungen des Senders ZDF, „die tausendundein ausgefranstes Buchdetail erzählflusshemmend berücksichtige“. In der Programmzeitschrift TV Spielfilm wurde die Arbeit der Regisseurin Maria von Heland gelobt, die mit viel Gespür und Lässigkeit den Auftakt der neuen Krimireihe inszeniert habe. Außerdem glänze die Hauptdarstellerin Sandra Borgmann, die seit 20 Jahren in Filmen und Serien nur Nebenrollen gespielt habe.
Jedoch schrieb Julian Miller im Online-Fernsehmagazin Quotenmeter.de, dass die „erzählerische Unentschlossenheit und das fernsehfilmhafte Krimi-Standardprogramm“ den Film wie „uninteressantes, aber zugleich unaufgeregtes Regelfernsehen“ aussehen lasse. Zudem kritisiert er den Titel Jung, blond, tot, dass eine unnötige Fixierung auf das klischeehafte Motiv des „Junge-Mädchen-Mordes“ andeute. Abschließend befand er: „Wenn Julia Durant hier zum ersten und zum letzten Mal ermitteln sollte, wäre das für den Vorrat an deutschen Fernsehkommissaren ein verschmerzbarer Verlust.“

### Einschaltquote
Die Free-TV-Ausstrahlung auf Sat.1 am 4. Dezember 2018 erreichte 2,65 Millionen Zuschauer, was einem Marktanteil von 8,9 Prozent entsprach. Aus der werberelevanten Zielgruppe der 14- bis 49-Jährigen stammten 0,75 Millionen Zuschauer. Dies entsprach 8,2 Prozent Marktanteil.

## Trivia
Die Handlung von Jung, blond, tot beruht auf der Geschichte eines amerikanischen Serienmörders, den Andreas Franz während seiner Schulzeit persönlich kennenlernte.